# Octavio Méndez Pereira
Octavio Méndez Pereira (Aguadulce, Departamento de Panamá, 30 de agosto de 1887 — Ciudad de Panamá, Panamá, 14 de agosto de 1954) fue un destacado educador y escritor panameño, precursor de la creación de la Universidad de Panamá, de la cual fue su primer rector y cuyo campus lleva su nombre.  Se le considera "como uno de los más eminentes cervantófilos hispanoamericanos".

## Estudios
Realizó sus estudios secundarios en la Escuela Normal de Varones de la capital, donde obtuvo el título de maestro en 1907. Posteriormente recibe una beca por parte del gobierno nacional para seguir estudios en la Universidad de Santiago de Chile, donde consiguió el título de profesor de estado en 1912.

## Vida profesional
Como ministro de educación, fundó las primeras escuelas nocturnas que existieron en el país, reorganizó la Escuela Profesional y prohibió la enseñanza religiosa en las escuelas públicas.
En mayo de 1935, Harmodio Arias, entonces el Presidente de Panamá, firma el decreto que crea la Universidad de Panamá, de la cual fue su primer rector.

## Obras
- Historia de Iberoamérica
- Cervantes y el Quijote apócrifo
- Ensayos 
  - Los zapadores del canal (1922);
  - Responsabilidad de la cultura superior (1944);
  - Panamá, país y nación de tránsito (1946);
  - Misión de la Universidad y la Cultura (1953)
  - La universidad y la crisis actual del espíritu (1954)
  - Biografía Justo Arosemena (1919)
- Novelas
  - Vasco Núñez de Balboa o El Tesoro del Dabaibe (1934)
  - Tierra Firme (1940)